# Forbidden Door (2022)
Forbidden Door fue la primera edición del Forbidden Door, un evento de lucha libre profesional producido conjuntamente por las empresas All Elite Wrestling y New Japan Pro-Wrestling. Tuvo lugar el 26 de junio de 2022 desde el United Center en Chicago, Illinois.

## Producción

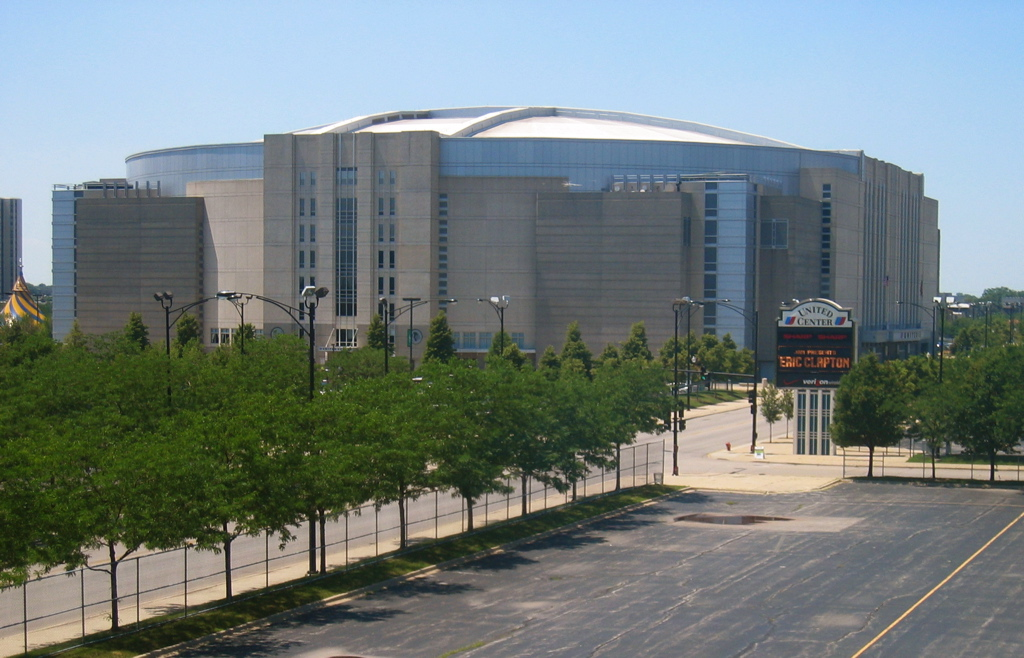
El United Center, sitio donde se llevó a cabo el show.

La colaboración entre AEW y NJPW comenzó en febrero de 2021, cuando Jon Moxley fue atacado por el luchador de la NJPW KENTA durante la emisión de AEW Dynamite. Desde este hecho, varios luchadores de ambas organizaciones han luchado para la otra, viendo acción en AEW Jay White, Tomohiro Ishii, Satoshi Kojima, y Yuji Nagata; mientras que Moxley, Brody King, Jay Lethal y Christopher Daniels han trabajado algunas grabaciones de NJPW Strong.
Durante la emisión de Dynamite del 20 de abril de 2022, Tony Khan apareció en pantalla para realizar un gran anuncio, por lo cual invitó al Presidente de New-Japan Pro Wrestling, Takami Ohbari, quienes iban a realizar conjuntamente el anuncio, siendo interrumpidos en la pantalla por Adam Cole, quien anunció el evento a realizar en Chicago el 26 de junio, además de anunciar una lucha contra Tomohiro Ishii para el siguiente programa de AEW Rampage en una lucha clasificatoria para el Owen Hart Tournament.
Tras el anuncio, nuevamente fueron interrumpidos, esta vez por Jay White, quien indicó que el unificar AEW y NJPW era todo gracias a The Undisputed Elite y Bullet Club.
Luego, el anuncio fue oficial en la página oficial de AEW, la cual indicó que la venta de boletos comenzará el 6 de mayo, mientras que el pago-por-ver se podrá ver por la app Bleacher Report o por cable en Estados Unidos y Canadá, mientras que para mercados internacionales se podrá ver por FITE.tv. En Japón estará disponible por NJPWWorld.com.

## Antecedentes
Tras CM Punk coronarse como nuevo Campeón Mundial de AEW en Double or Nothing, en el episodio del 1 de junio de Dynamite luchó junto a FTR derrotando a Max Caster y The Gunn Club. Tras la lucha, apareció ante el público Hiroshi Tanahashi, dando a entender sus intenciones de retar a Punk. En el episodio de Rampage del 3 de junio, Punk anunció una lesión que necesitará una cirugía, por lo que tomará un descanso, sin renunciar al campeonato. Esa misma noche, se anunció que durante el próximo capítulo del 8 de junio, se llevará a cabo una batalla real, con el ganador de esa batalla enfrentándose al número uno del ranking de AEW, Jon Moxley, y el ganador de dicha lucha tendrá la opción de coronarse campeón interino de AEW. Luego, fue anunciado en las redes sociales de AEW que el ganador de Hiroshi Tanahashi vs Hirooki Goto en el Dominion 6.12 de NJPW en Osaka-jo Hall sería el otro competidor en la lucha por el campeonato interino en Forbidden Door. En el episodio del 8 de junio de Dynamite, Kyle O'Reilly ganó el Casino Battle Royale, pero fue derrotado por Moxley más tarde esa noche. Durante Dominion, Tanahashi derrotó a Goto, quedando la lucha cerrada para el evento.
En el Dynamite del 8 de junio, Adam Page reapareció tras su derrota ante CM Punk  en Double or Nothing, derrotando a David Finlay. Tras la lucha, Page llamó al IWGP World Heavyweight Championship, Kazuchika Okada, retándolo a un combate por el título en Forbidden Door. Sin embargo, Page fue interrumpido por Adam Cole, quien señaló que Okada podría no ser campeón por Forbidden Door, debido a su defensa del título programada contra Jay White en Dominion 6.12 en Osaka-jo Hall. El 12 de junio, White derrotó a Okada para ganar el Campeonato Mundial, insultando a Page tras la lucha. Hangman abordó la situación en el episodio del 15 de junio de Dynamite , pero una vez más fue interrumpido por Cole, quien también quería enfrentar a White por el título mundial. White apareció detrás de Hangman y atacó a Hangman con un Bladerunner. White continuó explicando que no defendería su título contra Page, señalando que White tenía marca de 2-0 en sus luchas individuales contra Page, para diversión de Cole. Sin embargo, para consternación de Cole, White también declaró que tampoco defendería el título contra Cole, dejando al oponente de Forbidden Door de White como un misterio.
En el episodio del 8 de junio de Dynamite, AEW presentó un nuevo campeonato individual masculino, el AEW All-Atlantic Championship, que será un campeonato secundario de la promoción, "representando a los fanáticos de AEW que miran alrededor del mundo en más de 130 países". Se anunció que cuatro luchadores, determinados a través de combates de clasificación, lucharían en un combate fatal de 4 esquinas en Forbidden Door para ser coronado campeón inaugural. Pac derrotó a Buddy Matthews esa misma noche para clasificar. En el Dynamite del 15 de junio, Miro derrotó por rendición a  Ethan Page, clasificando al combate de 4 esquinas. Los otros potencialmente clasificados serán los ganadores de las luchas entre Malakai Black vs. Penta Oscuro y un combate entre los luchadores de NJPW Tomoaki Honma, Clark Connors, Tomohiro Ishii o Yoshinobu Kanemaru.
En el episodio del 25 de mayo de 2022 de Dynamite, Jeff Cobb y Great-O-Khan de United Empire interrumpieron una lucha por los ROH World Tag Team Championship entre FTR y Roppongi Vice, atacando a ambos equipos. La semana siguiente, el líder de la facción Will Ospreay realizó su sorpresivo debut donde, junto con sus compañeros de UE, Aaron Henare y Kyle Fletcher y Mark Davis del Aussie Open, atacaron a Trent Beretta y FTR. En la edición del 10 de junio de 2022 de Rampage, Beretta y FTR obtuvieron una victoria contra Ospreay, Davis y Fletcher. Ospreay compitió en su primer lucha individual en Road Rager el 15 de junio, derrotando a Dax Harwood. Después de la lucha, Ospreay y United Empire nuevamente atacaron a FTR y Roppongi Vice, solo para ser interrumpidos por Orange Cassidy, quien miró fijamente a Ospreay. Poco después, se programó un combate individual entre ambos hombres para Forbidden Door por el IWGP United States Heavyweight Championship de Ospreay. Días después, se anunció una lucha de triple amenanza por equipos entre FTR, Roppongi Vice y Cobb & O-Khan por el Campeonato en Parejas de ROH y el Campeonato en Parejas de IWGP en una lucha para Forbidden Door donde el ganador se lleva todos los títulos.
En la edición del 8 de junio de Dynamite, Thunder Rosa defendió con éxito su Campeonato Mundial Femenino de AEW ante Marina Shafir, solo para que Shafir la atacara tras la lucha. Toni Storm salió corriendo al ring para detener ataque de Shafir. Storm luego recogió el cinturón de campeonato, lo admiró y se lo devolvió a Rosa. En el Dynamite del 15 de junio, tras Storm derrotar a Britt Baker, Rosa apareció apuntando a su título. Luego en la transmisión, se hizo oficial el combate entre ambas para Forbidden Door.

## Resultados
En paréntesis se indica el tiempo de cada combate:
- The Buy in: CHAOS (Hirooki Goto & Yoshi-Hashi) derrotaron a  The Factory (QT Marshall & Aaron Solow) (8:53).
  - Goto cubrió a Solow después de un «Shoto».
- The Buy in: Lance Archer derrotó a Nick Comoroto (6:08).
  - Archer cubrió a Comoroto después de un «Blackout».
- The Buy in: Swerve in Our Glory (Keith Lee & Swerve Strickland) derrotaron a Suzuki-gun (El Desperado & Yoshinobu Kanemaru) (12:08).
  - Lee cubrió a Kanemaru después de un «Big Bang Catastrophe».
- The Buy in: Max Caster y Gunn Club (Billy, Austin Gunn & Colten Gunn) (con Anthony Bowens) derrotaron a NJPW LA Dojo (The DKC, Kevin Knight, Alex Coughlin & Yuya Uemura) (5:35).
  - Caster cubrió a DKC después de un «Mic Drop».
  - Antes de la lucha, Danhausen interfirió a favor de LA Dojo.
- Jericho Appreciation Society (Chris Jericho & Sammy Guevara) y Minoru Suzuki (con Tay Conti) derrotaron a Eddie Kingston, Wheeler Yuta & Shota Umino (18:58).
  - Jericho cubrió a Umino después de un «Judas Effect».
  - Como resultado,  Jericho Appreciation Society obtuvo la ventaja en Blood and Guts.
- Los Campeones Mundiales en Parejas de ROH FTR (Cash Wheeler & Dax Harwood) derrotaron a United Empire (Great-O-Khan & Jeff Cobb) (c-IWGP) y Roppongi Vice (Trent Beretta & Rocky Romero) y ganaron el Campeonato en Parejas de la IWGP (16:19).
  - Harwood cubrió a Romero después de un «Big Rig».
  - Ambos campeonatos estuvieron en juego.
- PAC derrotó a Miro, Malakai Black y Clark Connors y ganó el inaugural Campeonato Atlántico de AEW (15:10).
  - PAC forzó a Connors a rendirse con un «Brutalizer».
  - Originalmente Tomohiro Ishii iba a participar de la lucha, pero fue reemplazado por Connors debido  a una lesión.
- Dudes With Attitudes (Darby Allin, Sting & Shingo Takagi) derrotaron a The Young Bucks (Matt Jackson & Nick Jackson) y El Phantasmo (con Hikuleo) (13:01).
  - Takagi cubrió a El Phantasmo después de un «Last of the Dragon».
  - Durante la lucha, Hikuleo interfirió a favor de The Young Bucks y ELP.
  - Originalmente, Hiromu Takahashi iba a ser parte de la lucha haciendo equipo con Sting, Darby y Takagi, pero fue sacado de la lucha a último minuto debido a que presentó fiebre antes del evento. Debido a esto, Hikuleo, quien también iba a participar en el combate haciendo equipo con los Young Bucks y ELP, fue sacado del combate y solo acompañó a estos.
- Thunder Rosa derrotó a Toni Storm y retuvo el Campeonato Mundial Femenino de AEW (10:42).
  - Rosa cubrió a Storm después de un «Final Reckoning».
  - Después de la lucha, Rosa y Storm se dieron la mano en señal de respeto.
- Will Ospreay (con Aussie Open) derrotó a Orange Cassidy y retuvo el Campeonato Peso Pesado de los Estados Unidos de la IWGP (16:43).
  - Ospreay cubrió a Cassidy después de un «Stormbreaker».
  - Durante la lucha, Aussie Open interfirió a favor de Ospreay.
  - Después de la lucha, Ospreay y Aussie Open atacaron a Cassidy y Roppongi Vice (Trent Beretta & Rocky Romero), pero fueron detenidos por Katsuyori Shibata.
- Claudio Castagnoli derrotó a Zack Sabre Jr. (18:26).
  - Castagnoli cubrió a Sabre después de un «Ricola Bomb».
  - Originalmente, Bryan Danielson iba a enfrentar a Sabre, pero debido a que el primero todavía no estaba autorizado para competir de nuevo, Danielson anunció en el Dynamite previo al evento que escogería un reemplazante para enfrentarlo. Castagnoli terminó siendo su reemplazo.
  - Este fue el debut de Castagnoli en AEW.
- Jay White (con Gedo) derrotó a "Hangman" Adam Page, Adam Cole y Kazuchika Okada y retuvo el Campeonato Mundial Peso Pesado de la IWGP (21:05).
  - White cubrió a Cole después de un «Landslide» de Okada.
  - Durante la lucha, Gedo interfirió a favor de White.
- Jon Moxley derrotó a Hiroshi Tanahashi y ganó el Campeonato Mundial Interino de AEW (18:14).
  - Moxley cubrió a Tanahashi después de un «Paradigm Shift».
  - Después de la lucha, Jericho Appreciation Society atacaron a Moxley & Tanahashi, pero fueron detenidos por Blackpool Combat Club, Eddie Kingston, Santana & Ortiz y Claudio Castagnoli.